# Тафтай Володимир Володимирович
Володимир Володимирович Тафтай (нар. 31 березня 1974, с. Мигія Первомайського району Миколаївської області, УРСР) — український державний діяч. Голова Державного космічного агентства України (2021—2022). Колишній віцепрезидент із корпоративного управління АТ «Антонов».

## Біографія

### Освіта
1981 року вступив до СШ № 11 Первомайська. У 1987 році, через переїзд батьків, перейшов до школи № 6 Холмська Сахалінської області. У 1988 році зайняв призові місця на олімпіадах з фізики (1 місце в області, 10-е в загальноросійській олімпіаді), з математики (2 місце в області), в зв'язку з чим був переведений в спеціалізований навчально-науковий центр фізико-математичного та хіміко-біологічного профілю при Новосибірському державному університеті Сибірського відділення Академії наук СРСР, який закінчив у 1991 році. 1991—1997 — навчався на фізико-технічному факультеті Дніпропетровського державного університету за фахом «автоматика і управління в технічних системах». 1996—1998 — навчався в Інституті бізнесу на базі ДНУ (посвідчення No20 від 28.12.1999).

### Професійна діяльність
У 1997 вступив на ДП «ВО ПМЗ», на посаду економіста 2 категорії. У середині 1999 року був переведений до групи експертів з оцінки витрат на підготовку виробництва РН «Циклон».
З кінця 1999 року по 2005 рік працював керівником офісу підприємства у проєкті «Морський старт», США. У числі обов'язків було загальне керівництво роботами персоналу підприємства в Лонг Біч, США, а також фінансовий і адміністративний менеджмент, імпортно-експортні операції й організація логістики морського транспортування частин ракет та устаткування.
З 2005 року по 2009 рік — провідний спеціаліст управління розвитку та інновацій ДП «ВО ПМЗ». Займався підготовкою пропозицій щодо реформування організаційної та виробничої структури провідного підприємства космічної галузі України державного підприємства «Південний машинобудівний завод ім. Макарова»
З 2009 по 2016 рік — менеджер з постачання і якості спільного бінаціонального україно-бразильського підприємства «Алькантара Циклон Спейс» (Бразилія).
У 2014 році був призначений в.о. директора з постачання і якості. В обов'язки входило планування виробництва і виготовлення всього технологічного обладнання ракетного комплексу, включаючи фінансовий менеджмент, вирішення технічних питань по проєкту.
З 2015 року — співорганізатор некомерційного безприбуткового проєкту з проведення науково-практичних конференцій з питань створення та експлуатації мікросупутників, зокрема стандарту «Кубсат».
З червня 2018 року по липень 2019 року — заступник директора з розвитку та інновацій Павлоградського механічного заводу, що входить до складу Південного машинобудівного заводу.

### Державна діяльність
З липня 2019 року по вересень 2020 — начальник управління координації космічної діяльності департаменту стратегічного розвитку сектору оборони та безпеки Міністерства розвитку економіки, торгівлі та сільського господарства України (держслужбовец, кат. Б). В обов'язки входило формування пропозицій щодо формування політики держави у космічній сфері, розробка та аналіз нормативно- правових актів (проектів законів, постанов та розпоряджень Уряду та Указів Президента України), забезпечення міжнародного співробітництва України у космічній сфері, розгляд та формування цільових програм, розробка проекту Загальнодержавної цільової науково-технічної космічної програми України тощо.
З вересня 2020 — віцепрезидент із корпоративного управління ДП «Антонов». В обов'язки входить організація діяльності підприємства в сфері взаємодії з органами державної влади, інтелектуальної власності, правових взаємовідносин та інформаційної системи підприємства. Формування пропозицій з питань реформування підприємства та його корпоратизації.
Брав участь у забезпеченні виконання міжнародних проєктів підприємства, а також розробці аерокосмічних проєктів із запуском ракет-носіїв з літаків.
З лютого 2021 р. — голова Державного космічного агентства України. 9 грудня 2022 року увільнений від обов'язків.